# Hermann IV. Riedesel zu Eisenbach
Hermann IV. Riedesel zu Eisenbach (* 1463; † 11. Oktober 1529) war, als Ältester des Geschlechts der Riedesel, vom 6. November 1501 bis zu seinem Tod Erbmarschall von Hessen und stieg in landgräflich-hessischem Dienst in höchste Ämter auf.

## Familie
Seine Eltern waren Hermann III. Riedesel zu Eisenbach und dessen Ehefrau Catharina geb. von Hatzfeld-Wildenburg. Er selbst heiratete Agnes von Hopffgarten (ca. 1455 – ca. 1517). Dieser Ehe entstammten die Kinder Hermann V., Johann, Volprecht I. und Agnes.

## Leben

### Frühe Jahre
Im Jahre 1482 trat er als „Diener von Haus aus“ für vier Jahre in den Dienst des Herzogs Wilhelm von Sachsen, wechselte danach in den Dienst des Landgrafen Wilhelm III. von Oberhessen. Für diesen war er vielleicht kurzzeitig 1495 Amtmann auf der Burg Hauneck, wahrscheinlich aber erst ab 1505 für Landgraf Wilhelm II. dessen Rat er bereits im Jahre 1500 wurde. Am 6. November 1501 wurde er, zusammen mit seinem Bruder Theodor, von Wilhelm II. mit dem Amt des hessischen Erbmarschalls belehnt.
Als 1506 der an Syphilis erkrankte Landgraf Wilhelm II. die Regierungsgeschäfte an einen von ihm eingesetzten Regentschaftsrat übergab, bestimmte er den Erbmarschall Riedesel zu seinem Testamentsvollstrecker; auch sollte er im Falle des Todes eines der Mitglieder des Regentschaftsrats als Nächstberechtigter an dessen Stelle treten.
Am 15. Juni 1507 wurde er auf ein Jahr zum Oberamtmann der Obergrafschaft Katzenelnbogen bestellt, mit denselben Verpflichtungen wie Hermann von Reckerode als Oberamtmann der Niedergrafschaft; ein Jahr später, am 17. Juli 1508, wurde diese Bestellung erneuert. In diese Zeit fiel der Einfall des Franz von Sickingen in die Obergrafschaft und dessen Zerstörung des Darmstädter Schlosses. Trotz seiner unglücklichen Führung im Feldzug gegen Sickingen blieb Riedesel bei der Landgrafengattin Anna in voller Gnade.

### Hessischer Regentschaftsstreit
In seiner Testamentsänderung vom 29. Januar 1508 bestimmte Landgraf Wilhelm II. Hermann Riedesel zu einem der Mitglieder des sechsköpfigen vormundschaftlichen Regentschaftsrats; dabei ordnete er an, dass sich Hermann Riedesel und Konrad von Mansbach, Amtmann zu Vacha, stets bei seiner hinterlassenen Gemahlin Anna bei Hofe aufhalten sollten. Neben Anna und des Landgrafen Onkel, Erzbischof Hermann von Köln, waren die anderen Ratsmitglieder Konrad von Mansbach, der Dekan des Martinsstifts in Kassel Heinrich Ruland sowie Peter von Treisbach, der Kanzler des 1500 verstorbenen Landgrafen Wilhem III. von Oberhessen.
Nach dem Tod Wilhelms II. wurde Hermann IV. Riedesel zunächst von den Wettiner Herzögen Friedrich der Weise und Johann der Beständige von Sachsen, auf Grund der Erbverbrüderung von 1457 mit Hessen Obervormünder des erst 5-jährigen Erbprinzen Philipp, zum Regenten bestimmt und auch von den hessischen Landständen zunächst als solcher akzeptiert. In dem jedoch schon bald ausgebrochenen erbitterten Kampf zwischen der Landgrafen-Witwe und den Landständen fand sich Hermann Riedesel, gemäß den testamentarischen Bestimmungen Wilhelms II., auf der Seite Annas. Nachdem die Stände am 3. Oktober 1509 eine eigenen, ständisch zusammengesetzten Regentschaftsrat unter Führung des zum Landhofmeister gewählten Ludwig I. von Boyneburg eingesetzt hatten, begleitete Riedesel die Landgräfin am 3. November 1509 zum Schiedstag in Mühlhausen, auf dem die Stände alle Vermittlungsversuche abwiesen und auch Riedesel als auf der Seite der Landgräfin und nicht der des Landes stehend ablehnten.
Laut einem am 24. Juli 1510 von kaiserlichen Gesandten zwischen Anna und den hessischen Ständen zustande gebrachten Vertrag sollte Riedesel in wichtigen Angelegenheiten und Finanzfragen von den Regenten hinzugezogen werden und der Landgrafenwitwe Anna davon Kenntnis geben, aber Boyneburg und seine Mitregenten ignorierten diese Vorgabe. So wurde Riedesel führender Opponent der Regenten und unterzeichnete als erster das Schreiben Annas und ihrer Anhänger vom 22. Dezember 1513, das die hessischen Stände zu einem Landtag am 9. Januar 1514 nach Felsberg beschied. Dort wurde der Sturz der Boyneburgschen Regentschaft, die als zunehmend selbstherrlich betrachtet wurde, und die Rückkehr Annas an die Regierung in die Wege geleitet. Auf dem folgenden Landtag in Treysa am 10. Februar 1514 wurde Riedesel in der „Treysaer Einung“ der hessischen Stände mit Anna zum Mitglied des landständischen Ausschusses bestimmt, und dies wurde auf dem Homberger Landtag Ende April 1514 bestätigt. Im Oktober und November 1514 war er einer der Räte, die mit Anna zu Kaiser Maximilian nach Innsbruck und im Mai 1515 nach Augsburg reisten, um auch den Streit mit den sächsischen Obervormündern zu beenden. Er blieb in den folgenden Jahren bis zur Übernahme der Regierung durch Philipp I. ein enger Ratgeber und Helfer Annas.
Hermann IV. Riedesel war bei dem Sohn und Nachfolger des Landgrafen Wilhelm II., dem jungen Philipp, hoch angesehen, und dieser übernahm ihn bei seinem Regierungsantritt auch weiterhin als Rat.
Als im Jahre 1515 sein 25-jähriger Bediensteter Heinz von Lüder, der spätere Festungskommandant und landgräfliche Amtmann zu Ziegenhain, im Affekt einen Totschlag beging, verklagte ihn Hermann IV. und kündigte dessen Riedeselsches Dienstverhältnis.
Im Jahre 1517 ließ er auf Wunsch seiner Ehefrau die Annenkapelle im Park des Schlosses Eisenbach bei Lauterbach errichten.
Am 9. Oktober 1519 übertrug ihm Landgraf Philipp das Amt des Statthalters im „Land an der Lahn“ in Marburg, das er bis 1529 innehatte. Im sogenannten Ritterkrieg 1522/23 war er als Führer des hessischen Adels Gegner des vom Bundeshauptmann Franz von Sickingen angeführten Ritterbunds.

### Reformation
Als Philipp 1521 zum Reichstag nach Worms reiste, befanden sich nicht nur Hermann selbst, sondern auch seine Söhne Johann, Volprecht und Konrad in des Landgrafen Gefolge. Die drei erlebten dort wahrscheinlich Luthers Auftreten und wurden daraufhin treue Anhänger seiner Lehre. Hermann IV. selbst begegnete, zusammen mit dem Landgrafen, im Mai 1524 Philipp Melanchton auf einer Reise. Das ausführliche Gespräch mit Melanchton überzeugte beide von Luthers Lehre. Nachdem Landgraf Philipp 1526/27 die Reformation in seinem Land eingeführt hatte, tat Hermann IV. im Jahre 1527 dies auch in der Herrschaft Riedesel. Allerdings waren sein römisch-katholisch gebliebener Bruder Theodor und die Abtei Fulda als Lehnsherr mehrerer Riedseselschen Besitzungen erbitterte Gegner dieses Schritts. Sofort nach Hermann IV. Riedesels Tod im Jahre 1529 versuchte Theodor, der ihm als Regent und hessischer Erbmarschall folgte, die Reformation zu unterdrücken, angesichts des Widerstands der Bevölkerung jedoch erfolglos. Theodor starb zwei Jahre nach seinem Bruder kinderlos und Hermanns Sohn Hermann V. Riedesel übernahm 1532 die Regentschaft und setzte die Reformation in der Herrschaft durch. Dies führte hinsichtlich der von der Abtei Fulda stammenden Lehen zeitweise zu kriegerischen Auseinandersetzungen, und 1548 eroberte Fulda die Stadt Lauterbach im Handstreich. Vergeblichen versuchten die Riedesel auf dem Rechtsweg, wieder in den Besitz der Stadt zu kommen; erst 1552 gelang es ihnen militärisch – mit Hilfe des protestantischen Grafen und Söldnerführers Christoph von Oldenburg, dessen Söldner die Abtei und die Stadt Fulda heimsuchten und ausplünderten.